# Ouèssè
Ouèssè ist eine Kommune, ein Arrondissement sowie eine Stadt im Departement Collines in Benin. Gemäß der Volkszählung von 2013 hatte die Kommune 142.017 Einwohner, davon waren 71.594 männlich und 70.423 weiblich und das Arrondissement 15.658 Einwohner, davon 7.901 männlich und 7.757 weiblich.

## Verwaltung
Die insgesamt neun Arrondissements der Kommune – neben Ouèssè noch Challa-Ogoi, Djègbè, Gbanlin, Kèmon, Kilibo, Laminou, Odougba und Toui – werden aus 63 Dörfern gebildet.